# Languedoc-Roussillon
Languedoc-Roussillon je bývalý region Francie. Nachází se na jihu Francie, při hranici se Španělskem. Skládal se z pěti departmentů (Aude, Gard, Hérault, Lozère a Pyrénées-Orientales) a jeho hlavním městem byl Montpellier. Od roku 2016 je spolu s regionem Midi-Pyrénées sloučen do nového regionu Okcitánie.

## Geografie
Oblast Languedoc-Roussillon se rozkládá na jihu Francie - od hranice se Španělskem, podél pobřeží Středozemního moře až k národnímu parku Camargue. Zde jeho přírodní hranici tvoří řeka Rhôna. Na severozápadě pak zasahuje Languedoc-Roussillon až k národnímu parku Cévennes a na okraj francouzského středohoří.[zdroj?]
Pobřeží Středozemního moře, které tvoří 220 km širokých pláží s jemným pískem a většinou pozvolným vstupem do vody, je hojně navštěvované turisty. Nalézají se zde i malé zátočiny, naváté písečné duny u Camargue nebo laguny, které lemují pobřeží regionu od Argelès-sur-Mer až po Le Grau du Roi.[zdroj?]
Národní park Cévennes byl vyhlášený v roce 1970 v oblasti pohoří Cévennes na území departementů Lozère, Gard a Ardèche. Nachází se v jihovýchodní části Francouzského středohoří mezi městy Mende, Alès a Millau a zaujímá plochu celkem 3213,8 km2. Je jediným národním parkem Francie, který je trvale obydlený i ve vnitřní zóně.[zdroj?]
Regionální přírodní park Camargue je klasifikován v UNESCO jako biosférická rezervace. Je to delta otevřená do Středozemního moře, která se rozkládá na území tří obcí: Arles, Saintes-Maries-de-la-Mer a Port-Saint-Louis-du-Rhône. Tato oblast se vyznačuje biologickou rozmanitostí fauny a flóry. Vyskytují se zde růžoví plameňáci, rákosové porosty, písečné pláže nebo slané mokřady.[zdroj?]
Camargský kůň, který se chová v přírodním parku Camargue, je jedna z nejrobustnějších a nejstarších koňských ras chovaných ve Francii. Je chován pouze v deltě Rhôny, zejména v mokřadových oblastech.[zdroj?]

## Historie
Nejstarší doložené osídlení patří Keltům, kteří zde žili do 3. století před naším letopočtem. Později se zde usadili Řekové a přinesli sem kulturu vína a oliv. V prvním století před Kristem Řeky vystřídali Římané. Ti udělali z dnešního Narbonne středisko celé provincie zvané Gallia Narbonnensis (Galie Narbonská).[zdroj?]
Na začátku 5. století napadli zemi Vandalové a po nich se zde usadili Vizigoti a založili Tolosánské království s hlavním městem Tolosa (dnešní Toulouse). Ve středověku vpadli do regionu Saracéni (arabský kmen), ale zemi nezpustošili, naopak se zasloužili o kulturní a ekonomický rozvoj.[zdroj?]
Ve 13. století se stala Okcitanie střediskem hnutí Katarů. Byli to křesťané, ale měli svou vlastní organizaci nezávislou na strukturách církve. V roce 1209 zahájil francouzský král s podporou papeže křížové výpravy proti Katarům. Tak začalo více než stoleté období vraždění a mučení. Boj proti katarismu vedl k připojení území Languedoc k Francii v roce 1271. V roce 1659 byl k Francii připojen i Roussillion.[zdroj?]

## Památky
Na území Languedoc-Roussillon se nachází mnoho antických památek. Ve vnitrozemí je to městečko Nîmes s pozůstatky antického opevnění Tour Magne či římskou bojovou arénou. Tato aréna je funkční a v současnosti se tam pravidelně konají tzv. feria - býčí zápasy s toreadory. Městečko Narbonne bylo v době římské říše jedno z nejdůležitějších římských měst ve Francii.[zdroj?]
Středověké městečko Carcassonne, s nejlépe zachovaným opevněním tohoto typu v Evropě, je nejnavštěvovanějším místem této oblasti. Známou pamětihodností je velkolepý akvadukt Pont du Gard a městečko Béziers, kde se nachází katedrála St. Nazaire a dochovaný středověký most. Na jihu u španělských hranic leží město Perpignan s katedrálou sv. Jana Křtitele a palácem mallorských králů.[zdroj?]

## Nejdůležitější města
- Alès
- Béziers
- Carcassonne
- Montpellier
- Narbonne
- Nîmes
- Perpignan
- Sète